# Романово (Островская волость)
Романово — деревня в Островском районе Псковской области. Входит в состав Островской волости.
Расположена в 13 км к северу от города Остров и в 7 км к югу от деревни Дуловка.
| 2001 | 2002 | 2010 |
| ---- | ---- | ---- |
| 8    | ↘7   | ↘0   |

## История
До 2005 года деревня входила в состав ныне упразднённой Дуловской волости, затем, до апреля 2015 года входила в состав ныне упразднённой Волковской волости района.